# 365 (Lied)
365 ist ein Lied des deutsch-russischen DJs Zedd und der US-amerikanischen Popsängerin Katy Perry.

## Entstehung und Artwork
Geschrieben wurde das Lied gemeinsam von den beiden Interpreten Katy Perry und Anton Zaslavski (Zedd), dem dänischen Produzenten-Duo PhD (bestehend aus: Daniel Heløy Davidsen und Peter Wallevik), dem ebenfalls aus Dänemark stammenden Mich Hedin Hansen, der Norwegerin Caroline Ailin Furøyen sowie dem britischen Autor Corey Sanders. Die Produktion erfolgte durch Cutfather (Mich Hedin Hansen), das Produzenten-Duo PhD und Zedd. Darüber hinaus zeichnete Zedd auch für die Abmischung des Stücks verantwortlich. Das Mastering erfolgte durch den Briten Mike Marsh von The Exchange Mike Marsh Mastering. Die technische Betreuung während der Produktion erfolgte unter der Leitung des US-amerikanischen Toningenieurs Ryan Shanahan.
Auf dem Cover der Single sind die Silhouetten zweier menschlicher Figuren zu sehen, die sich in den Schultern liegen. Die Silhouetten sind chromähnlich in blau und silber dargestellt. Der Hintergrund des Coverbildes ist in schwarz gehalten, mit einem großen weißen Kreis in der Mitte.

## Veröffentlichung und Promotion
Die Erstveröffentlichung von 365 erfolgte am 14. Februar 2019 als Einzeltrack zum Download und Musikstreaming. Das Lied wurde unter dem Musiklabel Interscope Records veröffentlicht und durch Universal Music vertrieben.

## Hintergrund
Vom 8. August bis 21. August 2018 spielte Zedd im Vorprogramm – bei acht Konzerten – während Katy Perrys Konzertreihe Witness: The Tour in Australien und Neuseeland. Während dieser Zeit arbeiteten sie gemeinsam an neuer Musik. Zu diesem Zeitpunkt war Zedd unsicher, ob die Zusammenarbeit zu einem Resultat führen wird. Bereits im April desselben Jahres fragte Perry ihre Fans in einer Instagram-Story, ob sie ein Lied mit Zedd veröffentlichen solle. Dazu lud sie ein gemeinsames Bild der beiden hoch, das im Backstagebereich während Perrys Witness Tour in Singapur entstand. Die Gerüchte um eine gemeinsame Produktion verdichteten sich Ende Januar 2019, nachdem bei Universal Music Publishing ein Lied mit dem Titel 365 registriert wurde. Am 13. Februar 2019 starteten Perry und Zedd die Promotion zu dem Stück, in dem sie sich zunächst gegenseitig Emojis über ihre Twitter-Profile schickten. Später teilte Zedd über seinen Twitter-Kanal einen Trailer zu 365.

## Inhalt
Der Liedtext zu 365 ist in englischer Sprache verfasst und bezieht sich auf die Zeitangabe von 365 Tagen. Die Musik und der Text wurden gemeinsam von Caroline Ailin Furøyen, Mich Hedin Hansen, Katy Perry, dem Produzenten-Duo PhD, Corey Sanders und Anton Zaslavski (Zedd) geschrieben beziehungsweise komponiert. Musikalisch bewegt sich das Lied im Bereich des Dance-Pops. Das Tempo beträgt 98 Schläge pro Minute. Perrys Stimmlage bewegt sich zwischen den Tonarten G3–A5. Die musikalische Tonart ist d-Moll.
Aufgebaut ist das Lied auf zwei Strophen, einer Bridge sowie einem Refrain. Das Lied beginnt mit der ersten Strophe, auf die erstmals der Refrain folgt. Der gleiche Vorgang wiederholt sich mit der zweiten Strophe. Nach dem zweiten Refrain folgt ein sogenannter Post-Chorus, der aus der sich wiederholenden Zeile „I think about you all the time. 24/7, 3-6-5“ (englisch für „Ich denke die ganze Zeit an dich. 24/7, 3-6-5“) besteht. An den Post-Chorus schließt sich eine Bridge an, die die Frage „Are you gonna be the one?“ (englisch für „Wirst du der Eine sein?“) beinhaltet. Nach der Bridge endet das Lied mit dem abschließenden dritten Refrain. Der Gesang des Liedes stammt ausschließlich von Perry, Zedd wirkt lediglich als DJ und Produzent mit.
| “I want you to be the one that’s on my mind. On my mind, on my mind. I want you to be there on a Monday night. Tuesday night, every night. Are you gonna be the one that’s on my mind? 3-6-5, all the time. I want you to be the one to stay and give me the night and day.” – Refrain, Originalauszug | „Ich möchte, dass du derjenige bist, der mir durch den Kopf geht. Durch den Kopf geht, durch den Kopf geht. Ich möchte, dass du in einer Montagnacht für mich da bist. Dienstagnacht, jede Nacht. Wirst du derjenige der mir durch den Kopf geht sein? 3-6-5, jederzeit. Ich möchte, dass du derjenige bist der bleibt und mir die Nacht und den Tag gibst.“ – Refrain, Übersetzung |

## Musikvideo
Das Musikvideo zu 365 feierte am 14. Februar 2019 auf der Videoplattform YouTube seine Premiere. Während des Videos schlüpft Perry in die Rolle eines Roboters und Zedd in die Rolle eines menschlichen Testobjektes. Beide nehmen an einem Experiment teil, in dem das Zusammenleben der beiden beobachtet wird. Das Projekt hat eine Laufzeitlänge von 365 Tagen und findet in der Schweizer Stadt Genf statt. Perry verliebt sich während des Experimentes in Zedd, dieser erwidert die Liebe jedoch nicht und geht auf Distanz zu Perry. Das Verhalten Zedds bricht Perry das Herz, wodurch Fehlfunktionen bei ihr ausgelöst werden, was zu einem Komplettausfall führt. Das Forscherteam nimmt sie daraufhin aus dem Experiment und schaltet sie letztendlich ab. Die Gesamtlänge des Videos beträgt 4:23 Minuten. Regie führte der US-amerikanische Regisseur Warren Fu. Bis Februar 2025 zählte das Musikvideo über 156 Millionen Aufrufe bei YouTube.

## Mitwirkende
| Liedproduktion - Daniel Heløy Davidsen: Komponist, Liedtexter, Musikproduzent - Caroline Ailin Furøyen: Komponist, Liedtexter - Mich Hedin Hansen: Komponist, Liedtexter, Musikproduzent - Mike Marsh: Mastering - Katy Perry: Gesang, Komponist, Liedtexter - Corey Sanders: Komponist, Liedtexter - Ryan Shanahan: Toningenieur - Peter Wallevik: Komponist, Liedtexter, Musikproduzent - Anton Zaslavski (Zedd): Abmischung, DJ, Komponist, Liedtexter, Musikproduzent Unternehmen - Interscope Records: Musiklabel - Universal Music: Vertrieb | Musikvideo - B Akerlund: Stylist - Max Colt: VFX - Warren Fu: Regisseur - Benjamin Gilovitz: Filmproduzent - Whitney Jackson: Ausführender Produzent - Matt Osborne: Colorist - John Richoux: Szenenbild - Eric Schneider: 1. Kameraassistent - Arnau Valls: Kameramann - Taylor Walsh: Filmeditor |

## Rezensionen
- Brittany Spanos vom Rolling Stone nannte 365 ein „luftig, hypnotisches Liebeslied“.[11]
- Winston Cook-Wilson von Spin beschrieb 365 als eine „federleichte Pop-House-Nummer“, die glücklicherweise nicht wie alle anderen Zedd-Produktionen der jüngeren Vergangenheit klinge.[12]

## Kommerzieller Erfolg

### Chartplatzierungen
365 erreichte in Deutschland Rang 72 der Singlecharts und platzierte sich eine Woche in den Charts. Darüber hinaus konnte sich das Lied mehrere Tage in den deutschen iTunes-Tagesauswertungen platzieren und erreichte mit Position zehn seine höchste Chartnotierung am 15. Februar 2019. In Österreich erreichte die Single Rang 70, in der Schweiz Rang 59, im Vereinigten Königreich Rang 37 und in den Vereinigten Staaten Rang 86 der Charts. In den Vereinigten Staaten platzierte sich 365 ebenfalls in einigen Genre-Charts und erreichte unter anderem Rang sieben der Billboard Dance Electronic Songs. Darüber hinaus erreichte 365 die Chartspitze in Bulgarien. 2019 platzierte sich die Single auf Rang 60 der deutschen Airplay-Jahrescharts.
Für Zedd als Interpret ist 365 der zwölfte Charterfolg in den Vereinigten Staaten, der jeweils elfte Charterfolg in Deutschland und dem Vereinigten Königreich, der zehnte in Österreich sowie der neunte in der Schweiz. Als Autor ist es sein 13. Charterfolg in den Vereinigten Staaten, sein zwölfter Charterfolg im Vereinigten Königreich, sein elfter in Deutschland sowie sein zehnter in Österreich und sein neunter in der Schweiz. Als Produzent erreichte er hiermit zum 14. Mal die Billboard Hot 100, zum 13. Mal die Single-Charts in Deutschland sowie zum jeweils zwölften Mal in Österreich und dem Vereinigten Königreich und zum elften Mal in der Schweiz. Perry erreichte als Interpretin hiermit zum 31. Mal die US-amerikanischen Singlecharts, zum 27. Mal die britischen, zum 26. Mal die österreichischen, zum 25. Mal die deutschen und zum 23. Mal die Schweizer Single-Charts. Als Autorin ist es ihr 38. Charterfolg in den Vereinigten Staaten, ihr 32. im Vereinigten Königreich, ihr 27. in Österreich, ihr 26. in Deutschland und ihr 24. in der Schweiz. Für PhD als Autoren-Duo ist 365 der fünfte Charterfolg im Vereinigten Königreich, nach Get Outta My Way (Kylie Minogue) und Up (Olly Murs feat. Demi Lovato) jeweils der dritte in Deutschland, Österreich und der Schweiz sowie der erste in den Vereinigten Staaten. Als Produzenten-Duo ist es ihr vierter Charterfolg im Vereinigten Königreich sowie ebenfalls nach Get Outta My Way und Up der dritte in Deutschland, Österreich und der Schweiz und der erste in den Vereinigten Staaten. Hansen erreichte in seiner Autoren- und Produktionstätigkeit hiermit zum 16. Mal die deutschen Single-Charts, zum zehnten Mal die Schweizer Hitparade sowie zum neunten Mal die Single-Charts in Österreich. Für Sanders ist 365 der fünfte Autorenerfolg in der Schweiz, nach You Are the Reason (Calum Scott) und Side Effects (The Chainsmokers feat. Emily Warren) der dritte im Vereinigten Königreich, nach Side Effects der zweite in den Vereinigten Staaten sowie der erste in Deutschland und Österreich. Furøyen erreichte hiermit nach History (Olivia Holt) und New Rules (Dua Lipa) zum dritten Mal die deutschen Single-Charts als Autorin. In Österreich, der Schweiz, dem Vereinigten Königreich und den Vereinigten Staaten ist es nach New Rules die zweite Autorenbeteiligung in den Charts.
| ChartsChartplatzierungen       | Höchstplatzierung | Wochen |
| ------------------------------ | ----------------- | ------ |
| Deutschland (GfK)              | 72 (1 Wo.)        | 1      |
| Österreich (Ö3)                | 70 (1 Wo.)        | 1      |
| Schweiz (IFPI)                 | 59 (2 Wo.)        | 2      |
| Vereinigtes Königreich (OCC)   | 37 (7 Wo.)        | 7      |
| Vereinigte Staaten (Billboard) | 86 (1 Wo.)        | 1      |

### Auszeichnungen für Musikverkäufe
Am 27. Juni 2019 erhielt 365 eine Goldene Schallplatte in Kanada für über 40.000 verkaufte Einheiten. In Polen und Norwegen erhielt die Single ebenfalls Gold am 11. August 2021 beziehungsweise am 6. November 2021. 365 erhielt zweimal Gold, sowie viermal Platin für über 285.000 verkaufte Exemplare.

| Land/Region       | Auszeichnungen für Musikverkäufe (Land/Region, Auszeichnung, Verkäufe) | Verkäufe |
| ----------------- | ---------------------------------------------------------------------- | -------- |
| Australien (ARIA) | Platin                                                                 | 70.000   |
| Brasilien (PMB)   | 2× Platin                                                              | 80.000   |
| Kanada (MC)       | Platin                                                                 | 80.000   |
| Norwegen (IFPI)   | Gold                                                                   | 30.000   |
| Polen (ZPAV)      | Gold                                                                   | 25.000   |
| Insgesamt         | 2× Gold · 4× Platin ·                                                  | 285.000  |